# Crinan Canal
Het Crinan Canal is een 9-mijl (14 kilometer) lang kanaal in het raadsgebied Argyll and Bute in het westen van Schotland. Het kanaal maakte een lange en gevaarlijke omweg langs de kust van het schiereiland Kintyre overbodig. Kintyre strekt zich uit in een lengte van zo'n 48 kilometer, van de Mull of Kintyre in het zuiden, naar East Loch Tarbert in het noorden.

## Geschiedenis
Ingenieur John Rennie (1761-1821) ontwierp het kanaal. De route was in 1771 al verkend door James Watt en twee jaar kreeg de kanaalbeheerder toestemming om met de aanleg te beginnen. De werkzaamheden startten in 1792 en in 1801 was het werk gereed, twee jaar later dan verwacht. Bij de bouw kampte men met slecht weer en ook geldgebrek leidde tot vertragingen. De landeigenaren wilden alleen hun grond verkopen tegen hoge prijzen en arbeiders waren niet bereid naar zo'n afgelegen gebied te reizen. Na de bouw kampte het kanaal met een gebrek aan water en het duurde tot 1809 voordat deze problemen waren opgelost. In 1811 brak een dam door van een waterreservoir en het uitstromende water bracht het kanaal grote schade toe.
De kanaaleigenaren zochten steun bij de overheid. De overheid haalde Thomas Telford erbij om de situatie te bekijken en met voorstellen tot verbetering te komen. Het stelde voor de schutsluizen te verbeteren, delen van het kanaal werden verlegd en diverse bruggen werden vervangen door exemplaren van gietijzer. De kosten van deze aanpassingen kwamen voor rekening van de overheid die in ruil het beheer overnam en in handen gaf van de Caledonian Canal Commissioners.
In 1847 voer het jacht met koningin Victoria over het kanaal. Haar reis trok veel belangstelling en het kanaal werd een toeristische attractie. Naast het transport van vracht nam het vervoer van toeristen een hoge vlucht.
Tussen 1930 en 1932 werden de zeesluizen aangepast. De bereikbaarheid van het kanaal werd hiermee verbetered. Bij Ardrishaig kwam een nieuwe draaiburg. In 1962 werd British Waterways de beheerder van het kanaal en dit ging op 1 juli 2012 over naar Scottish Canals. Het kanaal wordt nog steeds intensief gebruikt door de pleziervaart.

## Beschrijving
In het Crinan Canal liggen 15 schutsluizen. Er liggen zes draaibruggen en een rolbrug over het water. Op het hoogste punt van het kanaal, ligt deze 64 voet boven de zeespiegel.
Voor de schepen gelden de volgende maximale afmetingen: lengte 27 meter, breedte 6 meter en diepgang 2,7 meter. De  maximale vaarsnelheid is 4 knopen.

## Naslagwerk
- (en)  Guthrie Hutton, Crinan Canal The Shipping Short Cut, Stenlake Publishing, 2003, ISBN 9781840332575